# 클로로피크린
클로로피크린(chloropicrin)은 PS(Port Sunlight) 및 니트로클로로포름으로도 알려진 물질로, 현재 광범위한 항균제, 살균제, 제초제, 살충제 및 살선충제로 사용되는 화합물이다. 제1차 세계대전 때 독가스로 사용됐고, 러시아-우크라이나 전쟁에서도 러시아군이 사용한 혐의로 기소됐다. 화학 구조식은 Cl3C−NO2이다.

## 안전
국가 차원에서 클로로피크린은 미국 환경 보호국에 의해 미국 내 사용 제한 살충제로 규제된다. 독성과 발암성으로 인해 클로로피크린의 배포 및 사용은 자격을 갖춘 전문가와 적절하고 안전한 사용에 대한 교육을 받은 특별히 인증된 재배자에게만 제공된다. 미국에서는 직업적 노출 한도를 8시간 시간 가중 평균 기준으로 0.1ppm으로 설정했다.

### 고농도
클로로피크린은 인간에게 유해하다. 흡입, 섭취, 피부를 통해 전신적으로 흡수될 수 있다. 고농도에서는 폐, 눈, 피부에 심각한 자극을 준다.